# Orzubek Shayimov
Orzubek Shayimov (auch Orsubek Schajimow, usbekisch; Орзубек Шаимов; * 25. September 1987 in der Provinz Sirdaryo) ist ein usbekischer Amateurboxer im Bantamgewicht und Olympiateilnehmer 2012.

## Boxkarriere
Orzubek Shayimov gewann eine Bronzemedaille bei den Kadetten-Weltmeisterschaften 2003 in Bukarest und die Silbermedaille bei den Asienmeisterschaften der Junioren 2005 in Karatschi. Bei den Junioren-Weltmeisterschaften 2006 in Agadir besiegte er unter anderem Samir Məmmədov, schied jedoch vor Erreichen der Medaillenränge gegen den russischen Starter aus.
Bei den Asienmeisterschaften 2007 in Ulaanbaatar drang er durch Siege unter anderem gegen Worapoj Petchkoom bis ins Finale vor, wo er gegen Enchbatyn Badar-Uugan verlor und somit erneut einen zweiten Platz erreichte. Bei den Weltmeisterschaften 2007 in Chicago verlor er im zweiten Kampf gegen Bruno Julie.
Bei den Weltmeisterschaften 2011 in Baku besiegte er Mykola Buzenko, Angel Rodriguez und Veaceslav Gojan, schied erst im Viertelfinale gegen John Nevin aus und qualifizierte sich mit dem dabei erreichten 7. Platz für die Olympischen Spiele 2012 in London. Dort schied er jedoch noch im ersten Kampf gegen Robenilson de Jesus aus.
Zudem ist er Gewinner mehrerer internationaler Turniere unter anderem in Bulgarien, Deutschland, Finnland und Pakistan. Er besiegte bei Turnierteilnahmen unter anderem Detelin Dalakliew, John Nevin, Furkan Memiş, Sergei Wodopjanow, Mohammed Ouadahi und Bashir Hassan. Für Azerbaijan Baku Fires nahm er an der World Series of Boxing teil, besiegte Samir Brahimi, unterlag jedoch gegen Alberto Melián und Elias Emigdio.